# Memorando de Mallet-Prevost
O memorando de Mallet-Prevost é um documento publicado postumamente escrito por Severo Mallet-Prevost, secretário oficial da delegação estadunidense-venezuelana durante o Laudo Arbitral de Paris de 1899, no qual afirmava que o laudo que sentenciou em grande parte a favor da Grã-Bretanha em uma disputa territorial com a Venezuela, foi o resultado da pressão exercida pelo presidente da Corte, Friedrich Martens, e de um acordo político entre a Rússia e a Grã-Bretanha. Este memorando deu origem às queixas da Venezuela às Nações Unidas em 1962, que levaram ao Acordo de Genebra, assinado com o Reino Unido em 1966.

## Memorando
Após a morte de Severo Mallet Prevost, seu representante legal Otto Schöenrich tornou público em 1949, a pedido expresso de Prevost, um documento redigido pelo próprio Mallet Prevost em 1944, no qual considerava que o Laudo Arbitral foi um acordo político, obra da pressão contra a justiça, um compromisso de bastidores pelo qual "três juízes que dispuseram a maioria do território da Venezuela, porque os dois juízes britânicos não atuavam como juízes, mas fizeram-no como homens do governo, como advogados". O documento confirmaria que Fiódor Martens deliberadamente não atuou como juiz imparcial, não se orientou pelos princípios vinculados ao direito ou à análise técnica das evidências e inclusive, como revela o documento, persuadiu uma das partes a aceitar uma proposta de resolução do litígio que ele próprio havia elaborado, afastando-se das mesmas normas contidas no Tratado de Arbitragem de 1897 e dos princípios que regem o direito.

## Consequências
O documento revelaria um compromisso ocorrido em relação à decisão do Tribunal Arbitral de Paris e serviria à Venezuela como um dos vários elementos para apresentar uma reclamação formal da sentença perante as Nações Unidas em 1962.